# 東始興ジャンクション
東始興ジャンクション（トンシフンジャンクション）は、大韓民国京畿道始興市にある平沢-坡州高速道路（17号線）と第三京仁高速化道路（地方道 330号線）を接続するジャンクション。

## 接続する路線

### 平沢・坡州方面
- 平沢-坡州高速道路（4番）

### 仁川・始興方面
- 第三京仁高速化道路（4番）

## 隣
平沢-坡州高速道路
(3) 南軍浦IC - (4) 東始興JCT - (5) 南光明JCT
第三京仁高速化道路
(4) 道理JCT  - (4) 東始興JCT - (5) 牧甘IC